# 黎明Leon Random Love Songs Live in Studio City
黎明Leon Random Love Songs Live in Studio City 是香港歌手黎明的個人演唱會，由新濠影滙主辦，演唱會於2016年7月23日至24日一連2場在澳門新濠影滙綜藝館舉行，並首次於演唱會期間採用360度航拍技術進行拍攝並同步直播。

## 背景及製作

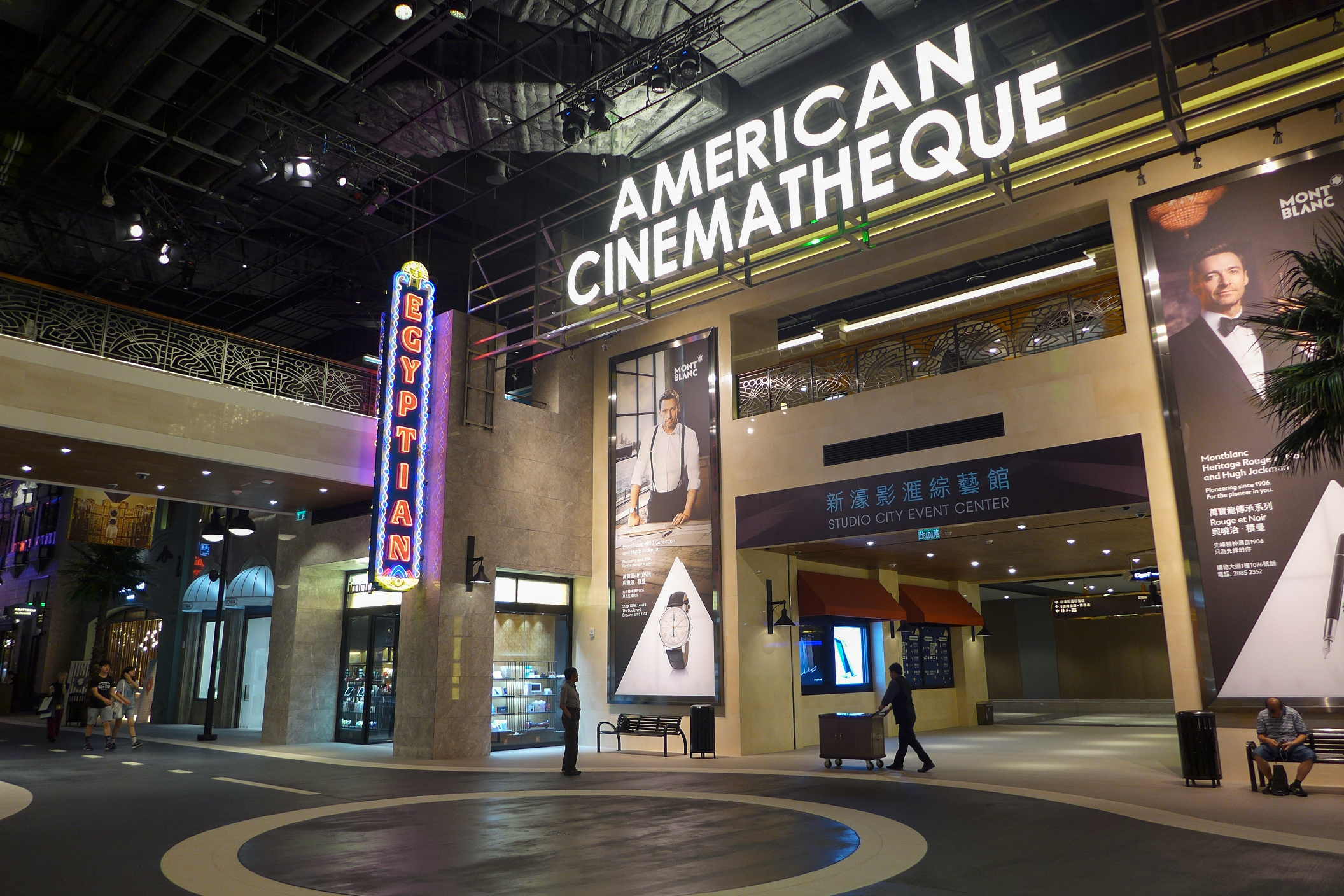
新濠影滙綜藝館

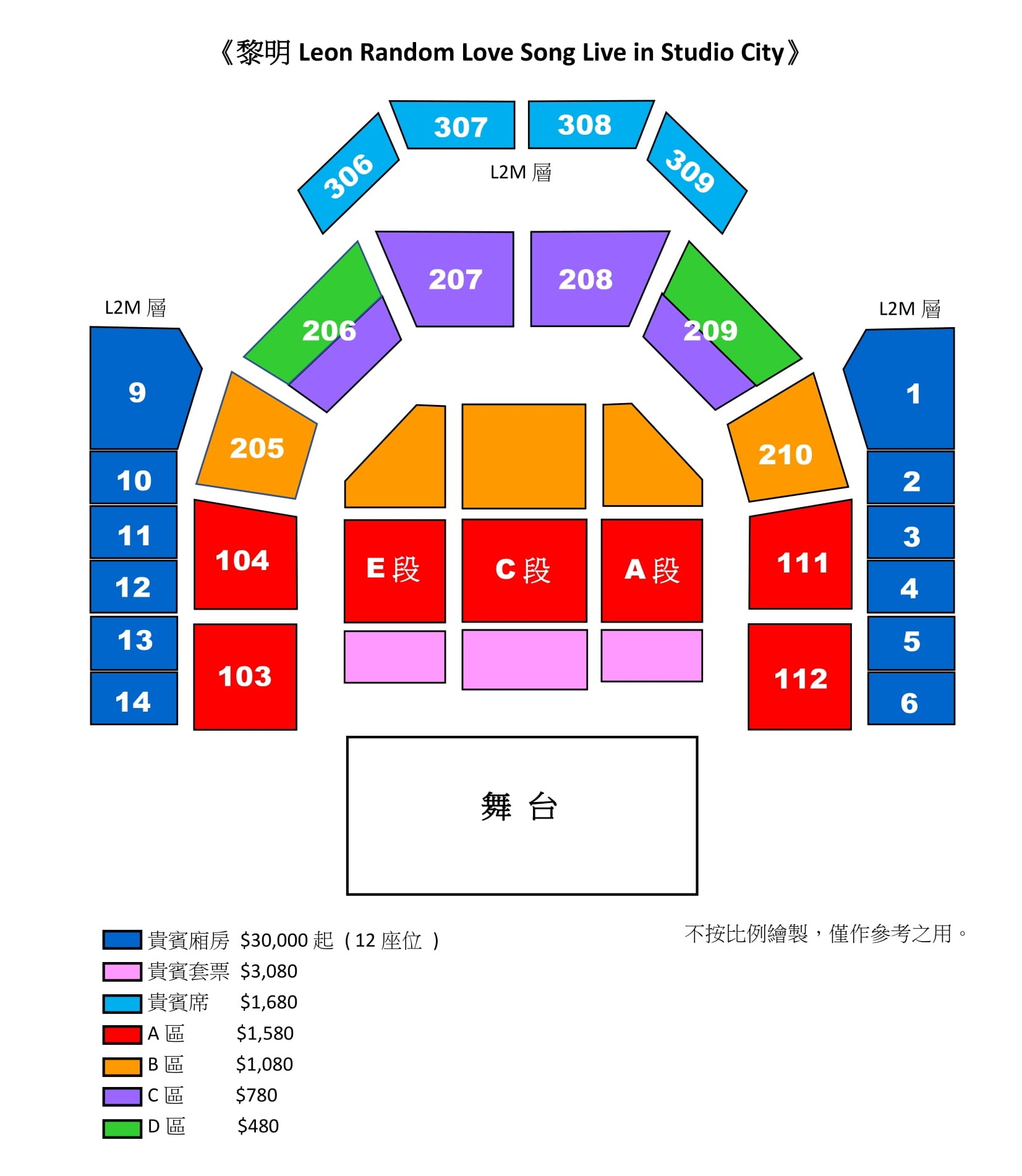
售票座位參考平面圖

《黎明Leon Random Love Song Live in Studio City》是黎明繼2010年之後，相隔6年再次在澳門舉行個人演唱會，演唱地點位於路氹連貫公路的新濠影滙綜藝館，可容納約五千名觀眾，是當地最豪華頂級的表演場地之一。演唱會以派對為主題，設有抽獎活動，於首場演唱會抽出4名得獎觀眾，與黎明一起乘坐名為「影滙之星」的8字形摩天輪，而第二場演唱會則抽出4名得獎觀眾，與黎明一起乘坐名為「蝙蝠俠夜神飛馳」的機動遊樂設施，演出舞台以三面設計，舞台兩邊分別設有小舞台，演唱流程與2016年4月在香港舉行的《黎明Leon 30th Anniversary Random Love Songs 4D in Live 2016》大致相同，舞蹈編排則因應演唱場地的不同而作出調整，並採用360度航拍技術，在社交網站平台及場館外大堂設置的大屏幕同步直播1首歌曲，黎明在演唱會中所穿着的服裝以西裝及禮服為主，表演嘉賓由歌手陳詠桐（JC）擔任。

## 歌曲編排
黎明在此演唱會中演唱了20首歌曲，以下是演唱歌曲名單：
1. DNA出錯
2. 危情追蹤
3. Ellie
4. 情
5. 如果可以再見你
6. 今生不再
7. 我的另一半
8. 送你一瓣的雪花
9. 十字天使
10. 月亮下求你一吻
11. 中毒的愛情
12. 願你今夜別離去
13. 越夜越有機
14. 眼睛想旅行
15. 我愛Ichiban Remix
16. 我可以忘記你
17. 愛比我重要
18. 那有一天不想你
19. 夜夜夢中見
20. 夏日傾情

## 反響

### 票房反應
演唱會門票於2016年6月30日上午11時開售，12座的貴賓廂房售價由港幣30,000至35,000元不等，包含熱身派對門票、包廂自助餐、派馳Pacha等，其他單張門票的價格分別為港幣3,080元、1,680元、1,580元、1,080元、780元、480元，傳媒報導指公眾反應熱烈，門票在1天之內售罄，部份「黎明家族」成員花費三萬多元購買貴賓廂房門票。

### 各界迴響
外界視此次演唱會為《黎明Leon 30th Anniversary Random Love Songs 4D in Live 2016》的延續，現場觀眾主要來自澳門、香港及中國大陸等地區，演唱會在酒店一樓、食街及酒店外的大型電視進行同步直播時，吸引不少旅客圍觀，不少未能到場觀看演唱會的網民留言，當中有人稱讚黎明體貼，截至2016年7月23日晚上11時，約有三萬三千人次透過社交網站平台收看演唱會。